# Claire Luce
Claire Luce (Syracuse, 15 ottobre 1903 – New York, 31 agosto 1989) è stata un'attrice e ballerina statunitense.

## Biografia
Dal 1923 al 1952, Claire Luce fu protagonista di numerose commedie a Broadway, inclusa la versione originale di Gay Divorce, il musical dove aveva come partner Fred Astaire. Nella versione cinematografica, però, la RKO le preferì Ginger Rogers.
Tra i pochi film interpretati da Claire Luce, va annoverato Up the River, dove - diretta da John Ford - recita a fianco di Spencer Tracy e Humphrey Bogart.

## Spettacoli teatrali
- Ziegfeld Follies of 1927 (Broadway, 16 agosto 1927-7 gennaio 1928)

## Filmografia

### Cinema
- Up the River, regia di John Ford (1930)
- Vintage Wine, regia di Henry Edwards (1935)
- Il pigrone
- Under Secret Orders, regia di Edmond T. Gréville (1937)
- Let's Make a Night of It, regia di Graham Cutts (1938)
- Over She Goes

### Televisione
- The Philco Television Playhouse – serie TV (1949)
- Tales of Tomorrow – serie TV, un episodio (1952)
- Cameo Theatre – serie TV
- Lights Out – serie TV, episodio 4x47 (1952)
- Broadway Television Theatre – serie TV
- Matinee Theatre - serie TV